# Red Ensign

Red Ensign, Verhältnis 1:2

Red Ensign, 1707–1801

Schottischer Red Ensign, 1634–1701

Neuseelands Red Ensign

Red Ensign der Falklandinseln

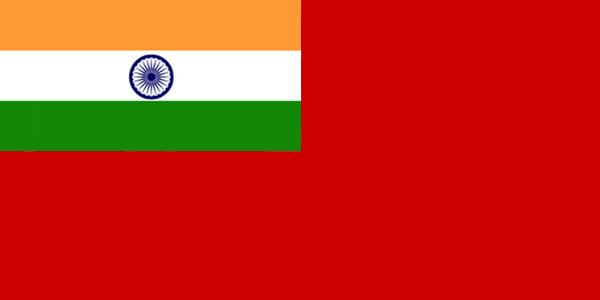
Indische Handelsflagge

Die Red Ensign ist eine britische Flagge. Sie besteht aus einem roten Tuch mit dem Union Jack in der Gösch. Das Rot des Tuches hat dabei den gleichen Farbton wie das Rot des Union Jacks. Sie ist die Handelsflagge des Vereinigten Königreiches und wird von britischen Handelsschiffen und auch Privatpersonen auf See genutzt. Auch die Handelsflaggen mehrerer ehemaliger britischer Kolonien basieren auf der Red Ensign.

## Geschichte
Ursprünglich stammt die Red Ensign aus dem 17. Jahrhundert und trug die Flagge Englands im oberen Mast-Eck. Im Jahre 1674 erklärte eine Proklamation von König Karl II. die Red Ensign zur Flagge der britischen Handelsschiffe. Der Wortlaut des Gesetzes deutet aber darauf hin, dass die zivile Nutzung schon vor diesem Zeitpunkt üblich war.
Zu dieser Zeit nutzten schottische Handelsschiffe eine Abwandlung der Red Ensign mit dem schottischen Andreaskreuz anstelle des englischen Georgskreuz. Nach der Vereinigung mit Schottland im Jahre 1707 wurde anstelle der englischen Flagge der ursprüngliche Union Jack verwandt, der eine Überlagerung der englischen Flagge mit der Flagge Schottlands darstellte. Eine Proklamation von Königin Anne erklärte die Red Ensign zu einer der Flaggen der Royal Navy und erlaubte die Nutzung durch Privatpersonen als königliches Privileg.
Mit der Integration Irlands kam am 1. Januar 1801 das irische St.-Patricks-Kreuz, ein rotes Andreaskreuz auf weißem Grund, hinzu.
1854 wurde die Red Ensign zur bevorzugten Handelsflagge erklärt.
Bis zur Flottenreform 1864 wurde die Red Ensign aber trotzdem als eine der drei Flaggen der britischen Kriegsmarine geführt. (Red Squadron)
In diesem Jahr wurden den einzelnen Ensigns ihre heutigen Funktionen zugeordnet.
- White Ensign: Flagge der Navy (Seekriegsflagge)
- Blue Ensign: Flagge anderer staatlicher Behörden zur See
- Red Ensign: Handelsflagge und Flagge britischer Privatpersonen bzw. Gesellschaften zur See

Seit 1865 durften auch staatliche Behörden abhängiger Gebiete und Kolonien des Empire die Blue Ensign mit einem eigenen Wappen (Badge) gestalten und als Dienstflagge führen.
Infolgedessen wurde auch Privatpersonen aus diesen Gebieten erlaubt, die Red Ensign zu führen, was zu diversen kolonialen Handelsflaggen führte, die die Basis mehrerer heutiger Handelsflaggen bilden. Z. B. schaffte zwar Indien den Union Jack ab, benutzt aber weiterhin das britische Flaggensystem, so dass es eine indische Handelsflagge gibt, die auf der Red Ensign basiert. Australien und Neuseeland wiederum benutzen eine direkt vom Original abgeleitete Red Ensign als Handelsflagge. Auch die Flagge Kanadas hat ihre Nationalfarbe aus dieser Flagge.
Britische Seeleute nennen die Red Ensign scherzhaft auch Red Duster (englisch: roter Staublappen).